# Ewa Borowik
Ewa Borowik (ur. 28 sierpnia 1950 w Warszawie) – polska aktorka.

## Życiorys
Absolwentka PWST w Warszawie (1973). Aktorka warszawskich teatrów: Teatru Polskiego (1973–1978), Teatru Kwadrat (1978–1983, 1986–2009) i Teatru na Woli (1983–1986).

## Filmografia
- 1974: S.O.S. – córka redaktora Kostronia
- 1975: Fischzüge – Monika[1]
- 1976: Gdyby Adam był Polakiem – Ewa
- 1977: Okrągły tydzień – przedszkolanka Basia
- 1977: Wszyscy i nikt – dziewczyna hrabiego, żołnierza LWP wracającego z wojny
- 1979: ... cóżeś ty za pani ... – Magda
- 1979: Tajemnica Enigmy – Irena Olańska
- 1979: Sekret Enigmy – Irena Olańska
- 1980: Dzień Wisły – Katarzyna
- 1981: Kłamczucha – Tosia
- 1984: 5 dni z życia emeryta – Grażyna, córka Bzowskiego/Maria, żona Bzowskiego
- 1985: Greta
- 1988: Chichot Pana Boga – Sandra
- 1995: Archiwista
- 2001: Raport – reżyserka Ewa
- 2005: Magda M. – Danusia
- 2008: Samo życie – pani Zosia, opiekunka Łukasza Szpunara
- 2006: Kryminalni – matka Luizy Nawrockiej (odc. 41)
- 2009–2010: Czas honoru – siostra przełożona
- 2010–2011: Ludzie Chudego – matka Chudziszewskiego
- 2010: Usta usta – doktor Leszczyńska (odc. 7)
- 2011: Układ warszawski – klientka w sklepie jubilerskim Maciejewskiego (odc. 9)
- 2013–2015: Prawo Agaty – Zofia, żona Andrzeja Przybysza